# Kailey Willis
Kailey Willis (18 maggio 2003) è una calciatrice maltese, attaccante del Brescia, in prestito dal Parma, e della nazionale maltese.

## Carriera

### Club
Willis fa il suo esordio a livello seniores con la maglia delle Tarxien Rainbows, sezione femminile del club con sede a Tarxien, mettendosi subito in luce nel panorama del calcio femminile maltese dopo la vittoria della sua squadra nel campionato nazionale Under-19.
Trasferitasi al Birkirkara nel giugno 2018, alla sua prima stagione matura 22 presenze, 21 da titolare, marcando 19 reti in campionato, maggiore realizzatrice della squadra, contribuendo a far vincere al club l'ottavo titolo nazionale di categoria e giocando l'incontro di supercoppa maltese perso 3-0 con l'Hibernians. La stagione successiva ha l'occasione di fare il debutto in UEFA Women's Champions League, scendendo in campo in tutti i tre incontri, tutti persi, giocati dalla sua squadra nel gruppo 10 della fase preliminare di qualificazione dell'edizione 2019-2020 prima di essere eliminata dal torneo. In seguito marca 9 presenze, con 7 reti realizzate, in campionato, festeggiando con le compagne il suo secondo titolo di Campione di Malta consecutivo.
A soli 17 anni lascia il paese natio per l'Italia, dopo l'annuncio dato a novembre 2020 del suo trasferimento al Verona, squadra che disputa la Serie A, massimo livello del campionato italiano femminile di calcio. Inserita in rosa con la squadra che disputa il campionato Primavera, Willis trova breve spazio anche con la prima squadra, con la quale debutta rilevando Francesca Papaleo al 73' nella sconfitta esterna per 4-1 con il Sassuolo dell'8ª giornata di campionato. Durante la stagione il tecnico Matteo Pachera la impiega in campionato solamente in un'altra occasione, quasi a tempo scaduto con il Napoli, marcando una presenza anche in Coppa Italia. Rimasta al club scaligero anche una seconda stagione sia Pachera che Veronica Brutti, che lo rileva sulla panchina della prima squadra dalla 12ª giornata del campionato seguente, non le offrono più alcuna convocazione, limitando le sue presenze solamente con la formazione Under-19 eliminata ai quarti di finale del torneo col la quale segna la sua prima rete con la maglia del Verona.
Nell'estate 2022 si trasferisce al ChievoVerona FM che le offre un posto da titolare nel reparto offensivo della squadra che punta al ritorno alla massima serie. Alla guida tecnica di Giacomo Venturi fa il suo debutto il 16 ottobre 2022, alla 4ª giornata di campionato, nell'incontro casalingo pareggiata 1-1 con il Tavagnacco, mentre segna la sua prima rete alla 15ª giornata, quella che all'82' sblocca il risultato per le clivensi e che terminando 1-0 sulle rivali si riportano al 3º posto in classifica In seguito porterà a 4 il conto totale dei gol su 25 presenze di campionato, alle quai su sommano le 2 in Coppa Italia.
Durante la pausa estiva decide di rimanere in Italia trasferendosi al Meran, neoiscritto al Campionato di serie C (terzo livello), con il quale disputa la prima parte della stagione, preferendo durante la sessione invernale di calciomercato passare alle rivali del girone B del Venezia, club con il quale firma un contratto fino all'estate 2024.

### Nazionale
Willis viene convocata per la prima volta dalla Federcalcio maltese nel 2019, per vestire la maglia della formazione under 17 impegnata nelle qualificazioni all'Europeo di categoria di Svezia 2020, poi annullato come misura preventiva alla diffusione della pandemia di COVID-19 in Europa. Alla guida del tecnico federale Dorianne Theuma scende in campo da titolare in tutti i tre incontri disputati dalla sua nazionale, facendo il suo esordio internazionale il 15 settembre 2019, nella pesante sconfitta per 6-0 con le pari età della Francia e pareggiando per 1-1, risultato ininfluente per l'accesso alla fase successiva, l'ultimo incontro del gruppo 3 con la Bielorussia.
A inizio 2021 giunge anche la prima convocazione con la nazionale maggiore, quando il commissario tecnico Mark Gatt la chiama in occasione della seconda edizione del VisitMalta Women's International Tournament in programma dal 15 al 24 febbraio senza tuttavia essere mai impiegata ma rimanendo a disposizione nel solo incontro con la Svezia.
Nel frattempo, dopo la pausa voluta dalla UEFA per i campionati Europei under 17 e under 19 per l'edizione 2021, nel settembre di quell'anno Willis è inserita in rosa con la selezione under 19 che disputa le qualificazioni all'Europeo della Repubblica Ceca 2022. In quell'occasione viene impiegata in tutti i tre incontri della prima fase, dove va a rete con la Romania, e due della fase élite, dove torna a segnare rimettendo in parità l'incontro, poi vinto 2-1, con l'Azerbaigian, senza che le maltesi riuscissero ad accedere alla fase finale.
Con il cambio del selezionatore e l'arrivo di Manuela Tesse alla guida delle maltesi, arriva per Willis il debutto con la nazionale maggiore, chiamata in occasione della doppia amichevole con il Lussemburgo del 17 e 20 febbraio, dove va anche a segno per la prima volta con una doppietta nel secondo dei due incontri vinto per 3-1 per poi essere confermata in aprile con la vittoria per 2-1, sempre in amichevole, con la Lettonia e per la stagione inaugurale della UEFA Women's Nations League dove, siglando ancora alle lettoni la rete del momentaneo pareggio, contribuisce a raggiungere la prima posizione nel gruppo 1 della Lega C e il conseguente passaggio alla più impegnativa Lega B.

## Statistiche

### Presenze e reti nei club
Statistiche aggiornate al 6 febbraio 2024.
| Stagione        | Squadra         | Campionato      | Campionato | Campionato | Coppe nazionali | Coppe nazionali | Coppe nazionali | Coppe internazionali | Coppe internazionali | Coppe internazionali | Altre coppe | Altre coppe | Altre coppe | Totale | Totale |
| Stagione        | Squadra         | Comp            | Pres       | Reti       | Comp            | Pres            | Reti            | Comp                 | Pres                 | Reti                 | Comp        | Pres        | Reti        | Pres   | Reti   |
| --------------- | --------------- | --------------- | ---------- | ---------- | --------------- | --------------- | --------------- | -------------------- | -------------------- | -------------------- | ----------- | ----------- | ----------- | ------ | ------ |
| 2020-2021       | Verona          | A               | 2          | 0          | CI              | 1               | 0               | -                    | -                    | -                    | -           | -           | -           | 3      | 0      |
| 2021-2022       | Verona          | A               | -          | -          | CI              | -               | -               | -                    | -                    | -                    | -           | -           | -           | -      | -      |
| 2022-2023       | ChievoVerona FM | B               | 25         | 4          | CI              | 2               | 0               | -                    | -                    | -                    | -           | -           | -           | 27     | 4      |
| Totale carriera | Totale carriera | Totale carriera | .          | .          | -               | .               | .               | -                    | .                    | .                    | -           | -           | -           | .      | .      |

## Palmarès

### Club
- Campionato maltese: 2

Birkirkara: 2018-2019, 2019-2020
- Campionato italiano di Serie C: 1

Venezia: 2024-2025
- Coppa di Malta: 1

Birkirkara: 2018-2019
- Supercoppa di Malta: 1

Birkirkara: 2019